# Забавська Тетяна Миколаївна
Тетяна Миколаївна Забавська (нар. 24 травня 1952, Київ, УРСР, СРСР) — українська акторка театру і кіно, режисерка, громадська діячка. Директорка Мистецького центру «Тріумф», Голова правління Громадської організації «Оберіг людства» та президентка Національної премії «Скарб нації». Членкиня Дворянського зібрання України, Берегиня Козацтва. За результатами національного рейтингу України-2020 увійшла до «Топ-100 найвидатніших жінок Київщини».

## Життєпис
Народилася 24 травня 1952 року в місті Києві. 1969 року закінчила школу № 100

### Освіта
- Київське педагогічне училище (1969—1971 рр., спеціальність — вихователь дошкільного закладу)
- Драматична студія при Національному академічному драматичному театрі імені Івана Франка (1973—1975 рр., спеціальність — артистка драматичного театру)
- Кам'янець-Подільське культурно-освітнє училище (1980—1981 рр., диплом з відзнакою, спеціальність — режисер масових заходів)
- Київський державний університет культури (1987—1992 рр., спеціальність — організатор, режисер масових театралізованих свят)

Тетяна Забавська — учениця корифея української театральної сцени, народної артистки і режисерки Поліни Нятко. За краще виконання ролі Талганай у моновиставі «Материнське поле» за однойменною повістю Чингіза Айтматова письменник особисто організував для неї гастрольний тур до міста Фрунзе (Киргизія).
Однією з перших діячів культури та мистецтва побувала в Чорнобилі з концертами для підняття духу героїв- ліквідаторів. Має відзнаку учасниці ліквідації наслідків аварії на ЧАЕС першої категорії.
Створила перший в Україні гумористичний театр-кабаре «Тріумф»: спектаклі «Золота Проня», «Всюди буйно квітнуть мерседеси», депутатська опера «В лапах спікера» мали величезний успіх.
Авторка та виконавиця шоу-програм жіночого сатиричного дуету «Екстаз», лауреатка фестивалю гумору й сатири «Нові Тарапуньки».
Співорганізаторка проєкту «Життя без фільтрів»: всеукраїнського конкурсу фотографії «Світ навколо очима та серцем людини», фотовиставки кращих робіт конкурсу, серії навчальних воркшопів для осіб з інвалідністю, фестивалю FOTO VIZION FEST в селищі Мостище Київської області. Проєкт реалізувався спільно з МБО «Посланець миру» за підтримки Українського культурного фонду.
Співорганізаторка програми дослідження методик вгадування думок «Твої можливості, людино!».
Організаторка та учасниця театрального проєкту «Блакитний хрест» Ангеліни Бєлової за підтримки Майстерні театрального мистецтва «Сузір'я».
З 1999 року — директорка Мистецького центру «Тріумф» з унікальним адміністративним і творчим колективом провідних діячів культури та мистецтва. Команда реалізувала десятки масштабних проєктів, а саме:
- Проводи паралімпійців за участі зірок естради у Палаці «Україна»
- Музей західного і східного мистецтв — 10-річчя Київського банківського союзу
- Інститут міжнародних відносин — Міжнародний форум «Знак якості»
- Концертні програми для торгових домів «Шанель», «Лореаль» у залі прийомів Кабінету Міністрів України
- День Святого Патрика для українсько-ірландської фірми «Реанта»
- Презентація будівельної компанії «Цитадель»
- Перший засновницький з'їзд Асоціації сільгосппідприємств України у Будинку кіно
- Ювілей Торгово-промислової палати України
- Ювілей компанії «Укртелеком»

Авторка ідеї, співорганізаторка та продюсерка імпрези «День Тетяни» — першого заходу Міжнародного театралізованого проєкту «Оберіг людства».
У 2021 році започаткувала відзнаку «За відповідальне батьківство» у межах проєкту «Оберіг людства».
У 2022 році започаткувала Національну премію «Скарб нації». Захід з успіхом пройшов у 2022 році в Національному заповіднику «Софія Київська», а 2023 та 2024 року — у стінах МЦКМ.
З березня по серпень 2023 року разом з Національною премією «Скарб нації», Асоціацією мистецтвознавців, експертів, оцінювачів та реставраторів України і Національним музеєм українського народного декоративного мистецтва долучилася до низки культурних заходів, покликаних зберегти історичну пам'ять про відомих митців, продемонструвати їх унікальний внутрішній світ і зібрати спогади про них друзів та рідних:
- виставки «Золота нитка Катерини Рапай», де експонувалися близько 20 вишитих картин художниці на улюблені історичні та сучасні теми, виконаних змішаною технікою: гладдю, гобеленовою вишивкою, люневільським гачком, шиттям золотом, аплікацією, вишивкою бісером, паєтками ручною вишивкою[8]
- масштабного проєкту «Сила крихкості». Він ознайомив українців з виставкою унікальних панно відомої художниці та скульпторки Ольги Рапай, які довгий час вважалися втраченими[9]
- експозиції живопису Петра Бойка «Чесний наїв». Виставка демонструвала найновіші полотна, створені художником в умовах війни в Україні впродовж 2022—2023 рр. Вони репрезентували хрестоматійний декоративний експресіонізм митця та його впізнавану манеру виконання[10]
- презентації тематичного випуску журналу «Антиквар», присвяченого художньому спадку видатної мисткині Ольги Рапай та урочистої церемонії спецпогашення поштових марок та конвертів із сюжетами керамічних панно мисткині.

У травні 2023 року спільно з Національною премією «Скарб нації», ВГО «Країна» і Асоціацією мистецтвознавців, експертів, оцінювачів та реставраторів України взяла участь в урочистій церемонії нагородження лауреатів Знаком народної пошани «Хрест громадянських заслуг» — відзнаки для організацій та особистостей, які своєю самовідданою працею наближають довгоочікувану Перемогу.
Також у травні 2023 року стала лауреаткою V Національної премії «Найкраща українка в професії» — щорічного соціального проєкту, який шанує успішних у своїй професійній діяльності жінок.
У квітні 2024 року презентувала Міжнародну жіночу премію «Берегиня людства», яка має на меті відзначити видатних жінок України та світу.
У травні 2024 року в рамках Національної премії «Скарб нації» започаткувала відзнаку «Сила любові» для військових та військово-цивільних подружніх пар, чиє кохання живе попри війну.

## Фільмографія
- Фільм «Притча про світлицю», реж. В.Ілляшенко, роль баронеси Фікс
- Фільм «У пошуках мільйонерші», реж. В.Артеменко, роль Альбіни
- Фільм «Макарони смерті», реж. Д.Черкаський, епізод — матрона
- Фільм «Адреса вашого дому», реж. Є.Хринюк, епізод — наречена
- Серіал «Повернення Мухтара-2», реж. В. Шалига, епізоди у трьох серіях
- Серіал «Особиста справа», роль матері Сергія
- Телефільм «Реальна містика», ТРК «Україна», роль Антоніни
- Телефільм «Реальна містика», ТРК «Україна», роль ворожки

## Нагороди
- Відзнака учасниці ліквідації наслідків аварії на ЧАЕС I категорії
- Національна премія «Найкраща українка в професії»[12]
- Пам'ятний знак «За служіння мистецтву»[15][16]
- Почесна відзнака товариства «Україна-світ»
- Відзнака «Оранта — Непорушна стіна»
- Знак народної пошани «Хрест громадянських заслуг»
- Міжнародна премія «Голос миру через цінності та об'єднання» у номінації «Впливова жінка в дипломатії» від Інституту жіночої народної дипломатії